# Ahmad Al-Abdullah Al-Sabah
Ahmad Al Abdullah Al Sabah (en árabe: أحمد عبد الله الأحمد الصباح; nacido el 5 de septiembre de 1952) es un economista y político kuwaití y miembro de la familia gobernante, Al Sabah. Se desempeñó como Ministro de Petróleo entre 2009 y 2011. Ha sido primer ministro de Kuwait desde el 15 de abril de 2024.

## Biografía
Sabah nació el 5 de septiembre de 1952. Recibió una licenciatura en finanzas de la Universidad de Illinois en 1975.
Sabah trabajó en el Banco Central de Kuwait de 1978 a 1987. Luego trabajó en las instituciones financieras privadas de 1987 a 1999. Durante este período fue el presidente del Burgan Bank SAK. Fue Ministro de Finanzas de 1999 a 2001. Fue nombrado Ministro de Comunicación en 1999. Fue nominado como Ministro de Salud en marzo de 2007, pero recibió un voto de censura en la Asamblea Nacional, lo que llevó a la renuncia del gobierno el 4 de marzo.
En febrero de 2009, Sabah fue nombrado Ministro de Petróleo, siendo el quinto ministro desde 2006. Reemplazó a Mohammad Al Olaim, que renunció a su cargo en noviembre de 2008.. Entre noviembre de 2008 y febrero de 2009, Mohammad Sabah Al Sabah se desempeñó como Ministro de Petróleo en funciones. El mandato de Ahmad Al Sabah como ministro de petróleo terminó en mayo de 2011 cuando Mohammad Al Busairi lo reemplazó en el puesto.
Sabah fue nombrado jefe de la Corte del Príncipe Heredero en 2021, y como primer ministro el 15 de abril de 2024, sucediendo a Mohammad Sabah al-Salem al-Sabah en el cargo.

## Noticia falsa: el príncipe cristiano
En el año 2012 empezó a circular la noticia falsa en medios religiosos online de que un príncipe kuwaití, simplemente llamado "Abdullah al-Sabah", se convirtió al cristianismo. Es falsa debido a que el joven príncipe de la imagen que se ha compartido por las redes es la del Sheikh Mubarak Abdullah Al-Mubarak Al-Sabah, empresario y devoto musulmán suní.
Esta noticia falsa volvió a surgir en los años 2015, 2024 y nuevamente en verano de 2025.